# 224

224(이백이십사)는 223보다 크고 225보다 작은 자연수다.

## 수학
- 합성수로, 그 약수는 총 12개다. (1, 2, 4, 7, 8, 14, 16, 28, 32, 56, 112, 224)
  - 224의 진약수의 합은 280이므로, 224는 과잉수다.
- {\displaystyle 224=14\times 16}
  - 연속하는 두 짝수의 곱으로 나타낼 수 있으며, 이 성질을 지닌 앞의 수는 168, 다음 수는 288이다.
- {\displaystyle 224=4^{2}+8^{2}+12^{2}}
  - 공차가 4인 세 자연수의 제곱합으로 나타낼 수 있는 수다. 이 성질을 지닌 앞의 수는 179, 다음 수는 275다.
  - 연속하는 세 개의 {\displaystyle 4n}({\displaystyle n}은 자연수)의 제곱합으로 나타낼 수 있는 가장 작은 수다. 이 성질을 지닌 다음 수는 464다.
- {\displaystyle 224=2^{3}+6^{3}=2^{3}+3^{3}+4^{3}+5^{3}}
  - 서로 다른 두 자연수의 세제곱합으로 나타낼 수 있는 수다.
  - 2부터 5까지 연속하는 네 자연수의 세제곱합으로 나타낼 수 있으며, 이 성질을 지닌 앞의 수는 100, 다음 수는 432이다.
- {\displaystyle 224=2^{8}-2^{5}=15^{2}-1}

## 과학
- NGC 224: 안드로메다 은하의 신판일반목록 일련번호.

## 교통

### 철도
- 서울 지하철 2호선 서초역의 역번호.
- 부산 도시철도 2호선 냉정역의 역번호.
- 대구 도시철도 2호선 죽전역의 역번호.

### 도로
- 일본 224번 국도: 가고시마현 다루미즈시에서 가고시마현 가고시마시까지 이어지는 일본의 국도.
- 현도 제224호선

## 군사
- U-224(영어판, 독일어판): 제2차 세계 대전에 사용된 나치 독일의 군용 잠수함.

## 문화유산
- 대한민국의 국보 제224호: 경복궁 경회루
- 대한민국의 보물 제224호: 서천 성북리 오층석탑
- 대한민국의 사적 제224호: 강화 홍릉

## 방송
- 지니 TV의 지방자치TV 채널 번호.
- B tv의 한국낚시방송 채널 번호.
- B tv 케이블의 GOODTV 채널 번호.

## 기타
- 날짜: 2월 24일
- 연도: 224년, 기원전 224년